# سجن البرواقية
سجن البرواقية هو أحد أشهر السجون الجزائرية. ويقع بولاية المدية.
- عرفه الوطنيون الجزائريون في عهد الاحتلال الفرنسي وخاصة خلال الثورة، ومن بينهم الزعيم النقابي عيسات إيدير، وقد نظم فيه الشاعر الوطني مفدي زكرياء قصيدته «وقال الله» تخليدا للذكرى الثالثة لاندلاع الثورة الجزائرية، والتي يقول فيها:

"دَعَا التّاريخُ ليلَك فاستجابا (نُفَمْبَر) هل وَفّيْتَ لنا النِّصابَا؟
وهل سمع المجـيبُ نداءَ شعبٍ فكانَت ليلةُ الَقدْرِ الجوابَا؟"
- وقعت فيه سنة 1993 محاولات للتمرد بسبب مذبحة سجن البرواقية.